# Simca Gordini T11
O  T11 é o modelo que a Simca Gordini utilizou nas temporadas de 1951 e 1952 da Fórmula 1. Teve como pilotos Alfred Dattner, Max de Terra, Aldo Gordini e Francis Rochat.
1. ↑  https://www.statsf1.com/pt/simca-gordini-t11.aspx